# Lükhnisz
Lükhnisz (ógörög Λυχνίς) ókori illír település volt a mai Ohridi-tó északkeleti partján fekvő Ohrid városa helyén, Délnyugat-Macedónia területén. Az ókori források által az enkheléknek, majd a dasszarétáknak tulajdonított város az i. e. 4. század közepétől Makedónia fennhatósága alatt állt. Az i. e. 3. század végétől rövid ideig illír kézen volt, majd i. e. 168-ban Lychnidus néven a Római Birodalom része lett. Az i. sz. 5. században püspöki székhely lett, de a 6. század folyamán elnéptelenedett.

## Története
A Hérodotosz és mások által megőrzött hagyomány szerint a Thébaiból menekült Kadmosz és Harmonia alapította Lükhnisz városát. Az archaikus korban az illírek enkhele törzse élt Lükhnisz vidékén, akiknek i. e. 6–5. századi radolistai nekropoliszában görög ékszereket, bronzedényeket, valamint illír típusú fejvérteket tártak fel. Titus Livius a harmadik római–makedón háború (i. e. 171–168) kapcsán a dasszaréták városaként említette Lükhniszt.
Az Illír Királyság első névről ismert uralkodójának, Bardülisznak az i. e. 4. század első felében ezen a vidéken, a Lünkésztiszi-tavak (Ohridi- és Preszpa-tavak) északi előterében, illetve délre, az Eordaikosz (Devoll) medencéjében volt a hatalmi centruma. A Bardülisz uralmának végét jelentő, i. e. 358. évi Erigón-völgyi csatában II. Philipposz makedón király birodalmához csatolta Lükhniszt. Az elkövetkező évszázadokban stratégiailag fontos területnek bizonyult a város környéke, ugyanis az Illíriát Felső-Makedóniával összekötő  – a Drilón (Fekete-Drin), a Genuszosz (Shkumbin) és az Eordaikosz völgyét követő – utak mindegyike Lükhnisznél érte el a makedón területeket. A másfél évszázados makedón uralomnak i. e. 208 körül szakadt vége, amikor az Illíriában uralkodó Szkerdilaidasz és III. Pleuratosz embere, egy bizonyos Aeroposz a makedón védők lefizetésével elfoglalta a várost, valamint néhány környező dasszaréta falut. A második római–makedón háborút lezáró, i. e. 196. évi békében a győztes rómaiak az illír III. Pleuratosznak engedték át Lükhniszt. Fia és utódja, Genthiosz uralkodása alatt Lükhnisz saját pénzt veretett, amelyen az illír királyi felségjeleket sem tüntették fel, és ez részleges önállóságukra utal. A harmadik római–makedón háború során, i. e. 170-ben a rómaiak foglalták el a várost, több ezer katonát állomásoztattak Lükhniszben, és innen indították többnyire kudarcos penesztiai hadjárataikat.
Az i. e. 168-ban római győzelemmel, valamint az Illír és a Makedón Királyság felszámolásával záruló háborút követően a győztesek Makedóniát négy körzetre osztották, és a latin nevén Lychnidus városát a Lünkésztiszt is magában foglaló negyedik körzet részévé tették. A római uralom alatt békésen virágzott a város, amely az i. e. 2. század második felében épített kereskedelmi és hadi út, az Adriai-tengert Büzantionnal összekötő Via Egnatia egyik fontos állomása lett. Az ókor végén a Bizánci Birodalom fennhatósága alá került a város, és a 4–6. századi régészeti leletek folyamatos lakottságáról vallanak. A források már az 5. század második felében, I. León bizánci császár uralkodása (457–474) alatt püspöki székhelyként említik Lükhniszt. Négy püspöke ismert névről, Lükhnisz legutolsó egyházi vezetőjéről Hormiszdasz pápa küldöttei tudósítottak a 6. század elejéről. Bár a bizánci időkben a város védműveit megerősítették, Lükhnisz a 6. század folyamán elnéptelenedett, és a közeli ormani erődöt a 7–8. században a középkori komani régészeti kultúrához tartozó lakosság népesítette be.